# CloverWorks
CloverWorks (яп. 株式会社クローバーワークス, Кабусікі-гайся Куро: ба: Ва: кусу), раніше відома як A-1 Pictures Koenji Studio — японська анімаційна студія, заснована 1 жовтня 2018 року на базі студії A-1 Pictures.
Студію CloverWorks було утворено 1 квітня 2018 року шляхом ребрендингу студії A-1 Pictures Koenji Studio, розташованої в Суґінамі, Токіо.
1 жовтня 2018 року була виділена в окрему від A-1 Pictures компанію, але, як і раніше, залишилася дочірньою компанією Aniplex. Цей день вважається датою заснування студії.

## Роботи

### Аніме-серіали
| Назва                                                | Телеканал           | Дата початку   | Дата кінця      | Серії | Примітки                                                                                     | Джерела |
| ---------------------------------------------------- | ------------------- | -------------- | --------------- | ----- | -------------------------------------------------------------------------------------------- | ------- |
| Slow Start                                           | Tokyo MX            | 6 січня 2018   | 25 березня 2018 | 12    | Адаптація чотирипанельної манги Юіко Токумі.                                                 | [ 1 ]   |
| Darling in the Franxx                                | Tokyo MX            | 13 січня 2018  | 7 липня 2018    | 24    | Оригінальний серіал; спільно з Trigger та A-1 Pictures.                                      | [ 2 ]   |
| Persona 5: The Animation                             | Tokyo MX            | 7 квітня 2018  | 23 березня 2018 | 26    | Адаптація відеоігри від Atlus.                                                               | [ 3 ]   |
| Rascal Does Not Dream of Bunny Girl Senpai           | ABC                 | 6 жовтня 2018  | 27 грудня 2018  | 13    | Адаптація ранобе Хадзіме Камосіди.                                                           | [ 4 ]   |
| Dakaretai Otoko 1-i ni Odosarete Imasu.              | Tokyo MX            | 6 жовтня 2018  | 28 грудня 2018  | 13    | Адаптація манги Хасіго Сакурабі.                                                             | [ 5 ]   |
| Ace Attorney Season 2                                | NNS (ytv)           | 6 жовтня 2018  | 30 березня 2019 | 23    | Продовження Ace Attorney.                                                                    | [ 6 ]   |
| Fairy Tail                                           | TXN (TV Tokyo)      | 7 жовтня 2018  | 29 вересня 2019 | 51    | Фінальний сезон Fairy Tail. Спільне виробництво з A-1 Pictures та Bridge.                    | [ 7 ]   |
| Обіцяна Країна Мрій                                  | Fuji TV (noitaminA) | 11 січня 2019  | 29 березня 2019 | 12    | Адаптація манги Каіу Сіраі та Посукі Демідзу.                                                | [ 8 ]   |
| Fate/Grand Order — Absolute Demonic Front: Babylonia | Tokyo MX            | 5 жовтня 2019  | 21 березня 2020 | 21    | Адаптація гри від Type-Moon.                                                                 | [ 9 ]   |
| Auto Boy - Carl from Mobile Land                     | NHK                 | 2 квітня 2020  | 24 березня 2022 | 104   | Оригінальна робота. Мультимедійний дитячий проект Aniplex та Sony Music Entertainment Japan. | [ 10 ]  |
| The Millionaire Detective Balance: Unlimited         | Fuji TV (Noitamina) | 9 квітня 2020  | 24 вересня 2020 | 11    | На основі романа Ясутакі Цуцуі.                                                              | [ 11 ]  |
| Обіцяна Країна Мрій 2                                | Fuji TV (Noitamina) | 7 січня 2021   | 26 березня 2021 | 11    | Продовження The Promised Neverland.                                                          | [ 12 ]  |
| Horimiya                                             | Tokyo MX            | 9 січня 2021   | 4 квітня 2021   | 13    | За мотивами романтичної комедійної манги, написаної HERO.                                    | [ 13 ]  |
| Wonder Egg Priority                                  | NTV                 | 12 січня 2021  | 31 березня 2021 | 12    | Оригінальна робота.                                                                          | [ 14 ]  |
| Shadows House                                        | Tokyo MX            | 10 квітня 2021 | 3 липня 2021    | 13    | За мотивами манги Сомато.                                                                    | [ 15 ]  |
| Tokyo 24th Ward                                      | Tokyo MX            | 6 січня 2022   | 7 квітня 2022   | 12    | Оригінальна робота.                                                                          | [ 16 ]  |
| Akebi's Sailor Uniform                               | Tokyo MX            | 9 січня 2022   | 27 березня 2022 | 12    | За мотивами манги Хіро.                                                                      | [ 17 ]  |
| My Dress-Up Darling                                  | Tokyo MX            | 9 січня 2022   | 27 березня 2022 | 12    | На основі манги Сіньїті Фукуди.                                                              | [ 18 ]  |
| Spy × Family                                         | TV Tokyo            | 9 квітня 2022  | 24 грудня 2022  | 25    | На основі манги Тацуі Ендо. Разом з Wit Studio.                                              | [ 19 ]  |
| In the Heart of Kunoichi Tsubaki                     | Tokyo MX            | 10 квітня 2022 | 3 липня 2022    | 13    | На основі манги Соітіро Ямамото.                                                             | [ 20 ]  |
| Shadows House Season 2                               | Tokyo MX            | 9 липня 2022   | 24 вересня 2022 | 12    | Продовження Shadows House.                                                                   | [ 21 ]  |
| Bocchi the Rock!                                     | Tokyo MX            | 9 жовтня 2022  | 25 грудня 2022  | 12    | На основі манги Акі Хамадзі.                                                                 | [ 22 ]  |
| UniteUp!                                             | Tokyo MX            | 7 січня 2023   | TBA             | TBA   | На основі мультимедійного проекта Sony Music Entertainment Japan.                            | [ 23 ]  |

### Фільми
| Назва                                                              | Реліз                | Примітки                                                          | Джерела |
| ------------------------------------------------------------------ | -------------------- | ----------------------------------------------------------------- | ------- |
| Rascal Does Not Dream of a Dreaming Girl                           | 15 червня 2019 года. | Сиквел Rascal Does Not Dream of Bunny Girl Senpai.                | [ 24 ]  |
| Her Blue Sky                                                       | 11 жовтня 2019 года. | Оригінальна робота.                                               | [ 25 ]  |
| Saekano the Movie: Finale                                          | 26 жовтня 2019 года  | Продовження Saekano: How to Raise a Boring Girlfriend Flat.       | [ 26 ]  |
| Fate/Grand Order Final Singularity — Grand Temple of Time: Solomon | 30 липня 2021 года   | Продовження Fate/Grand Order — Absolute Demonic Front: Babylonia. | [ 27 ]  |
| Dakaichi: Spain Arc                                                | 9 жовтня 2021 года   | Продовження Dakaichi.                                             | [ 28 ]  |

### ONA та OVA
| Назва                                                | Реліз              | Серії | Примітки                                                                               | Джерала |
| ---------------------------------------------------- | ------------------ | ----- | -------------------------------------------------------------------------------------- | ------- |
| The Diary of Our Days                                | 28 березня 2018 г. | 8     | Короткометражки про будні айдол-групи 22/7.                                            | [ 29 ]  |
| Persona 5: The Animation — Proof of Justice          | 29 травня 2019 г.  | 1     | OVA-серія в комплекті с 11-м Blu-ray томом Persona 5: The Animation.                   | [ 30 ]  |
| Persona 5: The Animation — A Magical Valentine's Day | 26 червня 2019 г.  | 1     | OVA-серія в комплекті с 12-м Blu-ray томом Persona 5: The Animation.                   | [ 30 ]  |
| Sakura Wars ~Sakura Kakumei ~Hana Saku Otome-tachi~  | 2 вересня 2020 г.  | 1     | Рекламна ONA для нової мобільной гри Sakura Wars.                                      | [ 31 ]  |
| Powerful Pro Yakyū Powerful Kōkō-hen                 | 20 березня 2021 г. | 4     | На основі гри для смартфонів Jikkyō Powerful Pro Yakyū, розробленною компаніею Konami. | [ 32 ]  |